# Stadio del Centenario
Lo stadio del Centenario (in spagnolo Estadio Centenario) è un impianto calcistico di Montevideo (Uruguay) costruito nel 1930 per ospitarvi le gare della prima edizione del campionato mondiale di calcio.

## Storia
La costruzione del Centenario fu stabilita allorché il presidente della FIFA Jules Rimet incaricò l'Uruguay di organizzare la prima edizione della Coppa del Mondo di calcio.
L'architetto fu Juan Antonio Scasso, che progettò un impianto enorme, con circa 80.000 posti di capienza, destinato ad ospitare grandi eventi sportivi.
I lavori presero avvio il 21 luglio 1929, diretti da Scasso ed effettuati con la manodopera di centinaia di operai.
Questi furono suddivisi in tre turni di produzione, di modo che i lavori procedessero ininterrottamente. Inoltre le diverse sezioni dello stadio furono assegnate a vari costruttori. Il tutto affinché il grande impianto venisse terminato entro l'apertura dei mondiali dell'anno seguente, che sarebbero iniziati il 13 luglio 1930.
Ma nei mesi seguenti piogge torrenziali si abbatterono su Montevideo, ritardando notevolmente l'edificazione.
Fu così che nonostante lo sforzo delle squadre operaie la fine dei lavori slittò di qualche giorno: la gara inaugurale, tra Francia e Messico dovette essere "dirottata" nel piccolo impianto di Pocitos, dove si sedettero appena 1.000 spettatori.
Di lì a poco, comunque, i lavori terminarono e il Centenario era pronto per ospitare la prima partita dei padroni di casa dell'Uruguay, il 18 luglio contro il Perù. Al 65' Héctor Castro realizzò il goal partita, il primo siglato dalla Celeste in quello che sarà il principale teatro delle sue gare casalinghe.
Il Centenario ospitò tutte le altre gare dell'Uruguay in quel mondiale, più altre 5: in totale 10 (incluse le semifinali e la finale) delle 18 partite della manifestazione. Ad oggi, si tratta del maggior numero di partite ospitate da uno stesso stadio in una singola edizione, record eguagliato da altri 3 impianti (Estadio Nacional de Chile nel 1962, Estadio Azteca nel 1970 e Stadio Iconico di Lusail nel 2022). La più celebre di quel mondiale fu ovviamente la finalissima del 30 luglio, quando davanti ad oltre 80.000 spettatori (alcune fonti parlano di 100.000) l'Uruguay sconfisse 4-2 l'Argentina e divenne la prima squadra campione del mondo.
Successivamente il Centenario, oltre alle gare ufficiali di qualificazione ai mondiali e amichevoli della nazionale uruguaiana, ha ospitato anche grandi eventi del calcio internazionale, cioè buona parte delle gare e le finali di quattro edizioni della Copa América. In tutte e quattro le edizioni (1942, 1956, 1967 e 1995) la vittoria è arrisa ai padroni di casa, a dimostrazione di quanto il Centenario sia sempre stato il "baluardo" della nazionale uruguaiana.
Si pensi che nelle 38 partite di Copa América ivi disputate dalla Celeste, l'Uruguay ha vinto 31 volte e pareggiato 7, non perdendo mai. Per contro il Brasile ha qui vinto solo 3 volte su 20 gare giocate.
L'importanza per la storia del calcio del Centenario è stata sancita dalla FIFA che, il 18 luglio 1983, lo ha proclamato monumento del calcio mondiale.

## Struttura
Il Centenario ha forma ellittica e si divide in quattro sezioni, dedicate alle imprese compiute dalla nazionale uruguaiana fino al 1930 (escluso il titolo mondiale vinto quell'anno):
- la tribuna principale, l'unica dotata di copertura, è chiamata Olimpica, in riferimento al fatto che nel 1930 l'Uruguay era campione olimpico di calcio in carica;
- la curva a destra della Tribuna Olimpica è chiamata Colombes, dal nome con cui è comunemente noto lo stade olympique Yves-du-Manoir di Colombes, ove il 9 giugno 1924 l'Uruguay sconfisse per 3-0 la Svizzera, conquistando l'oro ai Giochi della VIII Olimpiade;
- la curva a sinistra della Tribuna Olimpica è chiamata Amsterdam, dal nome della città in cui il 13 giugno 1928 l'Uruguay sconfisse l'Argentina per 2-1, conquistando il suo secondo oro ai Giochi della IX Olimpiade;
- la tribuna opposta alla Olimpica è chiamata América, in riferimento al fatto che nel 1930 l'Uruguay era la squadra più blasonata del continente sudamericano (a livello di titoli continentali lo è tutt'oggi).

## Nome
Il nome Centenario deriva dal fatto che nell'anno dell'apertura, il 1930, l'Uruguay celebrava il centenario della promulgazione della prima Costituzione della Repubblica (avvenuta nel 1830).

## Usufruttuari
Il Centenario inoltre non è ufficialmente assegnato ad alcun club calcistico, essendo destinato ad ospitare le sole gare della nazionale, e a causa di tale onore, quando una squadra batte la Celeste, si usa il termine Centenariazo. Tuttavia in alcune occasioni ospita i match più importanti del campionato uruguaiano, di solito le gare in cui sono protagonisti i due maggiori club locali, il Nacional e il Peñarol, oltre naturalmente al derby che le vede opposte. Il motivo si deve alla ridotta capienza degli stadi di tali club, rispettivamente il Parque Central (22.000 posti) e il Contador Damiani (15.000). Nell'anno 1940 prese il nome Montevideo, poi riprese il nome originale.

## Partite di rilievo

### Campionato mondiale di calcio 1930
| Arbitro: | Langenus |

|                                           |           |                          |
| Dorado 12’ Cea 57’ Iriarte 68’ Castro 89’ | Marcatori | 20’ Peucelle 37’ Stábile |

## Galleria d'immagini

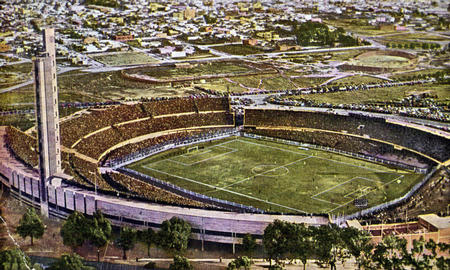
Il Centenario appena costruito, durante i Mondiali di calcio del 1930
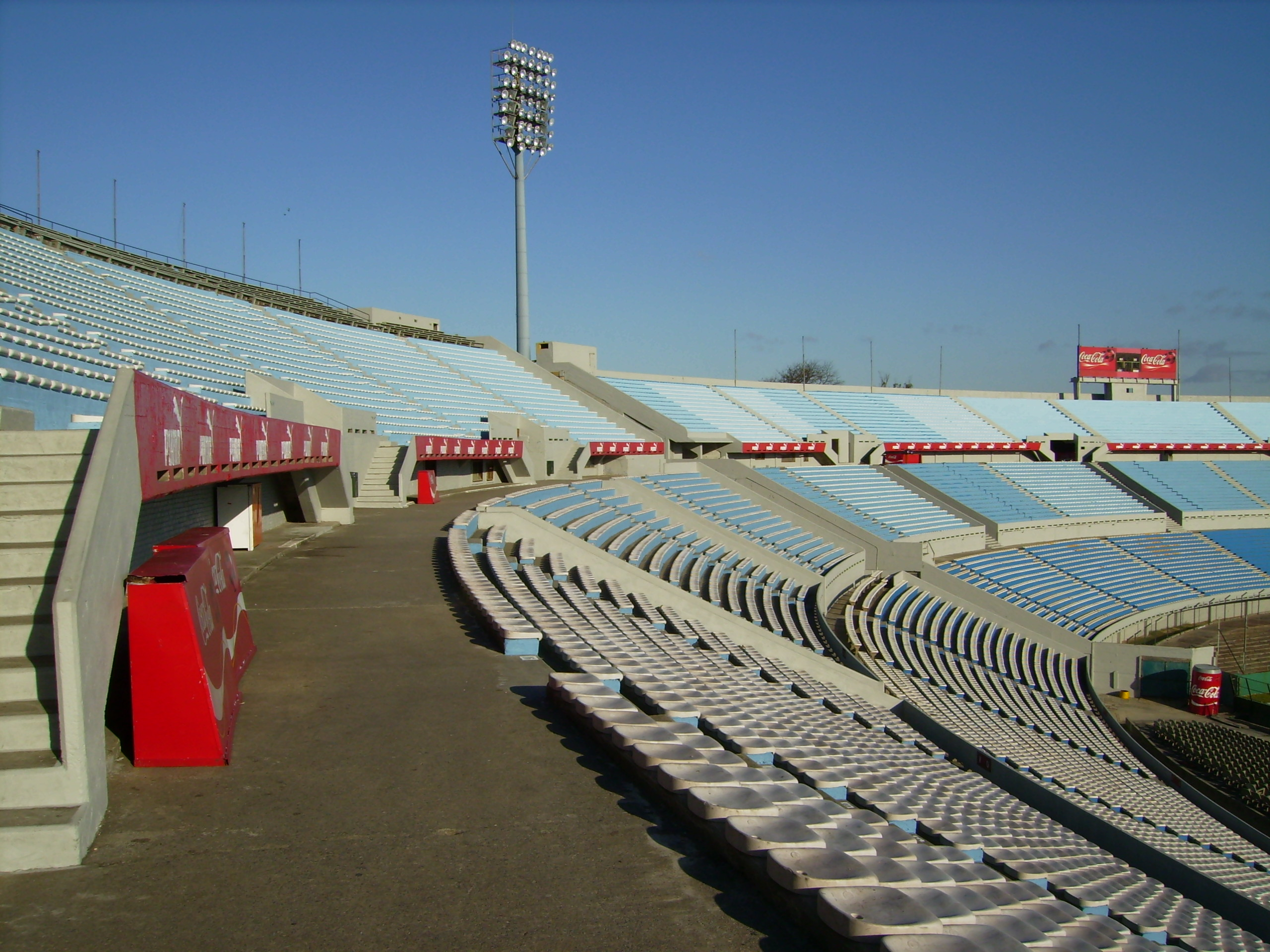
Una curva
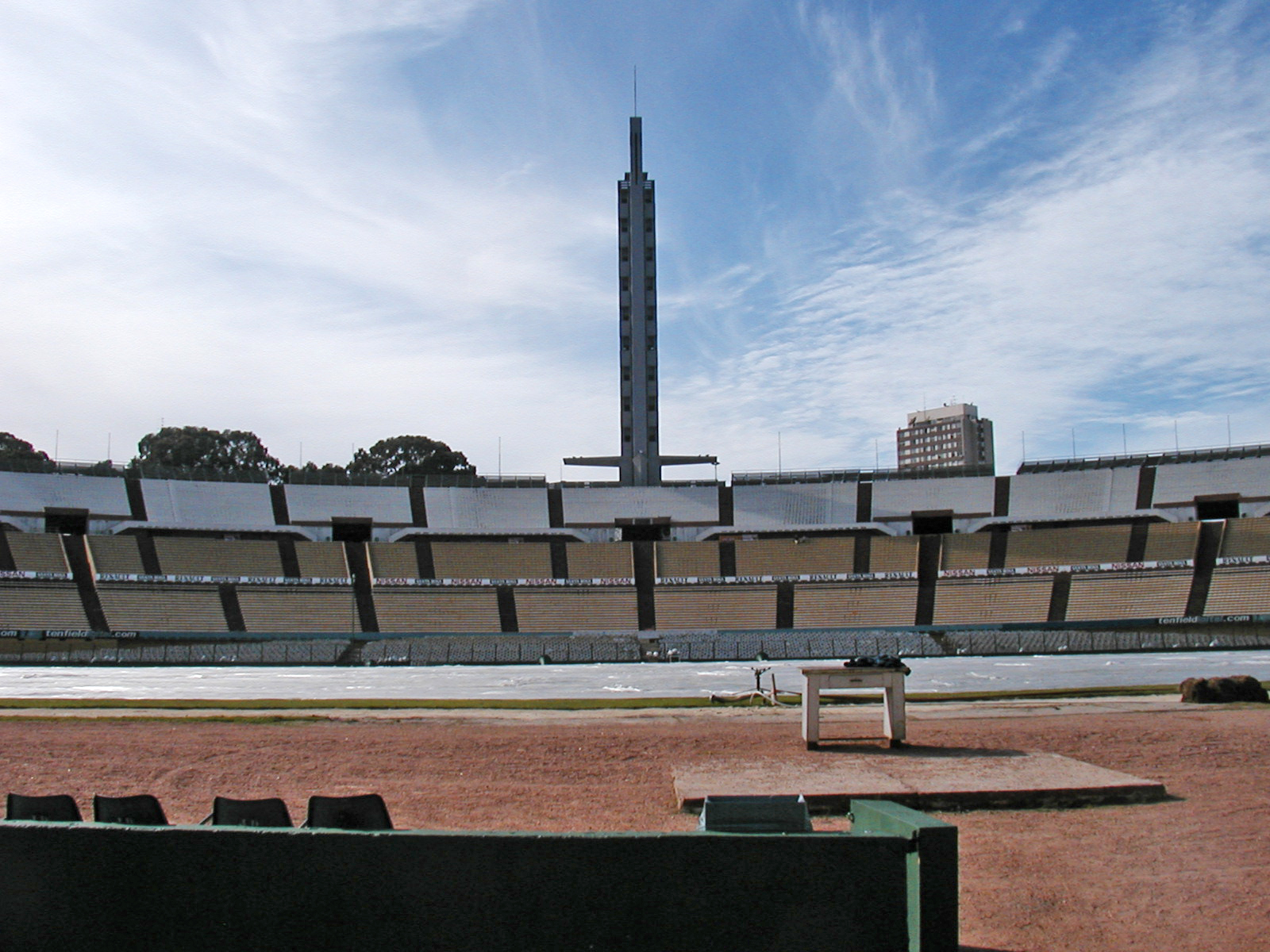
La Torre de los Homenajes (100 m), che domina il Centenario
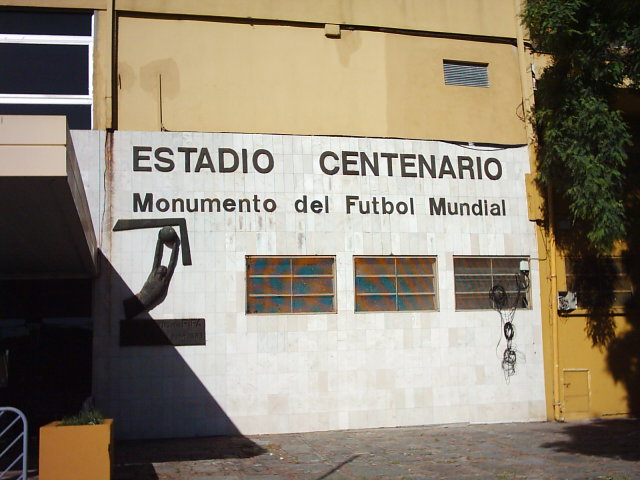
La targa di "monumento del calcio mondiale" apposta all'esterno del Centenario
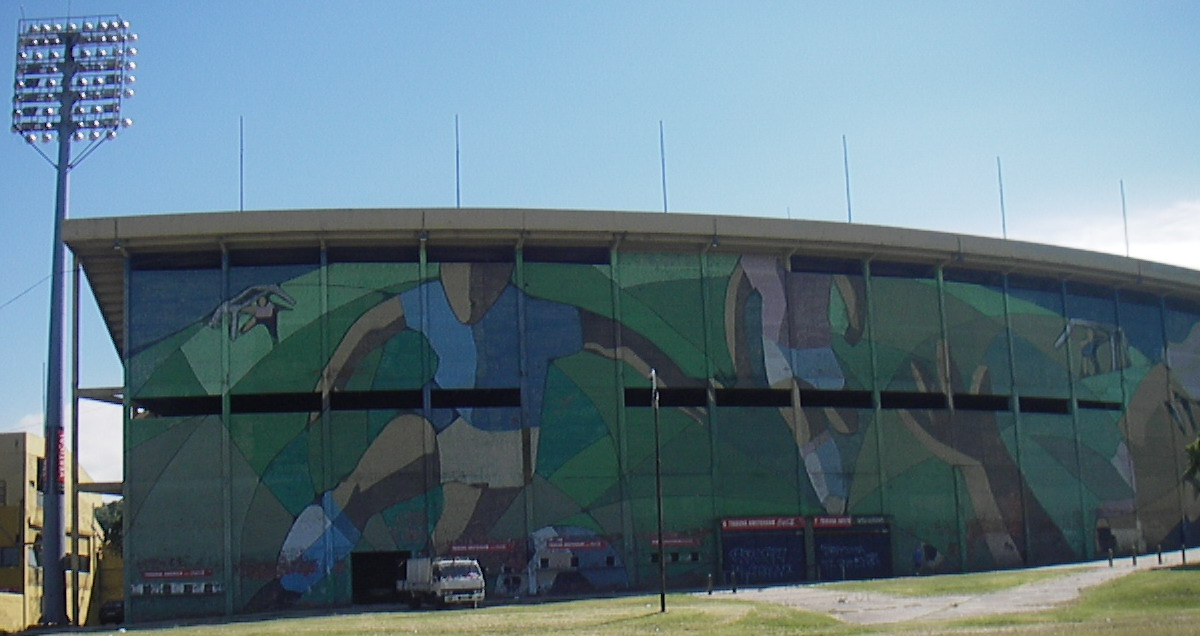
Esterno del Centenario, ricoperto di murales
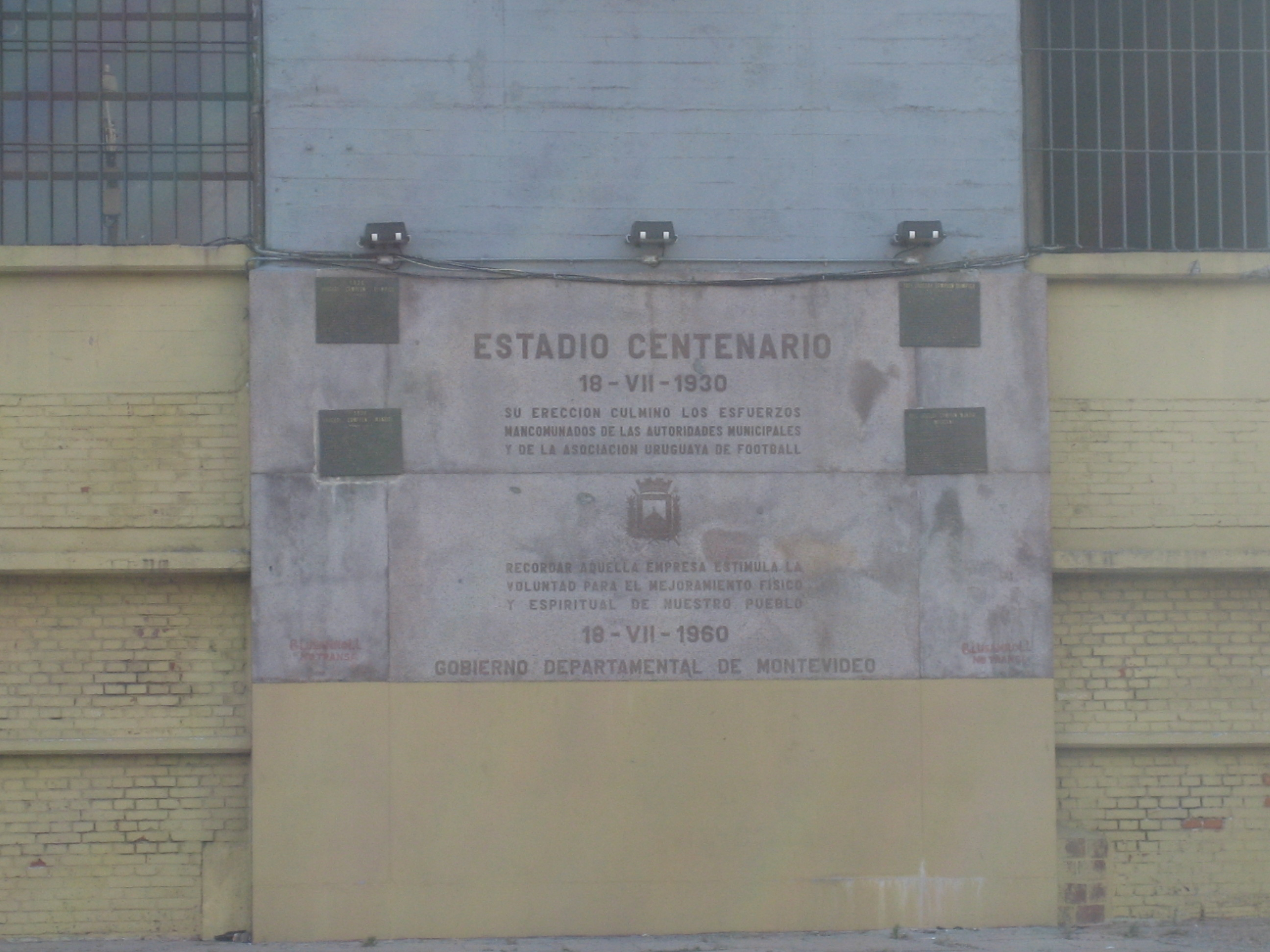
Targa commemorativa all'ingresso dello stadio
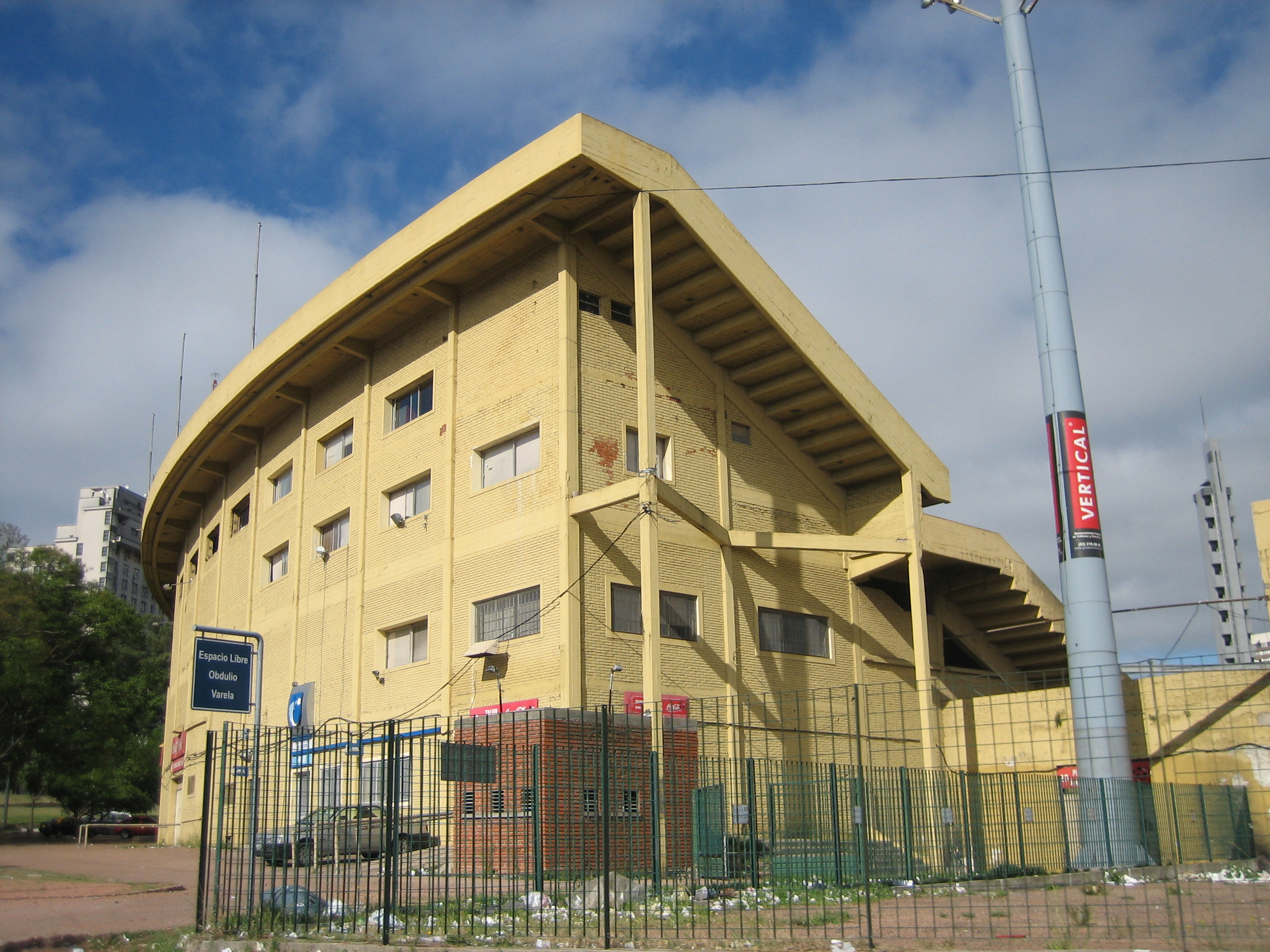
Espacio Libre Obdulio Varela